# Heilig-Kreuz-Kirche (Renchen)

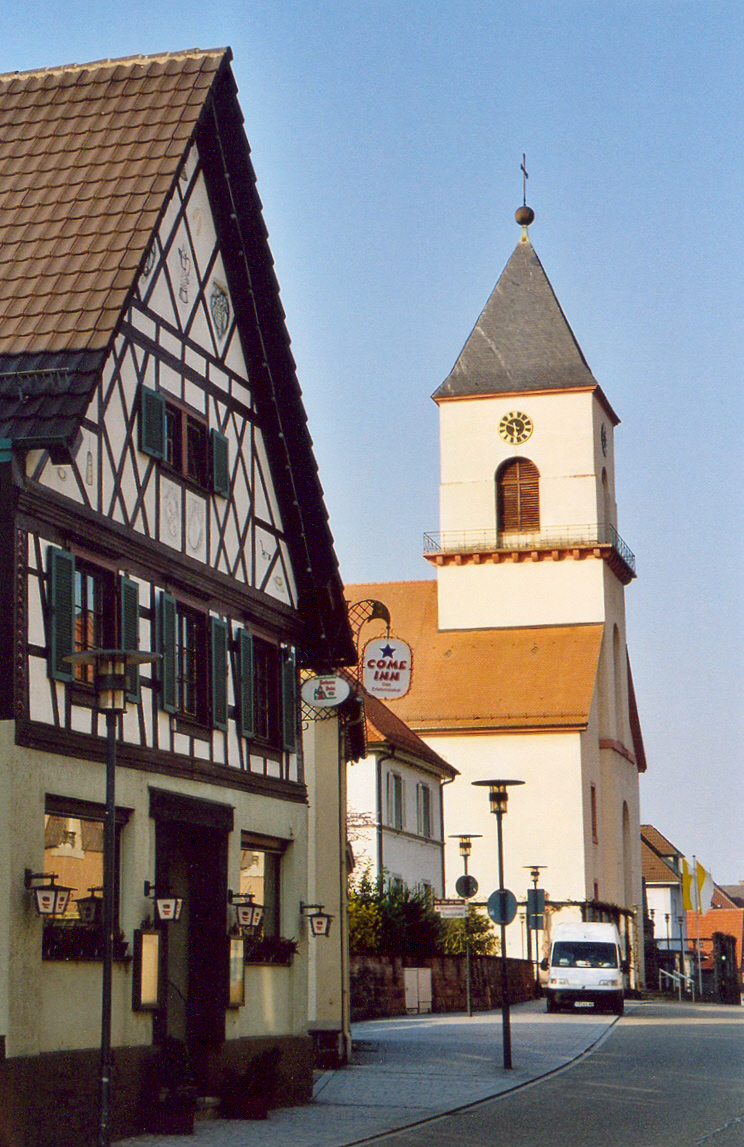
Heilig-Kreuz-Kirche in Renchen

Die römisch-katholische Pfarrkirche Heilig Kreuz steht in Renchen, einer kleinen Stadt im Ortenaukreis in Baden-Württemberg. Die Kirchengemeinde gehört zum Erzbistum Freiburg. Das Bauwerk ist beim Landesamt für Denkmalpflege Baden-Württemberg als Baudenkmal eingetragen.

## Beschreibung

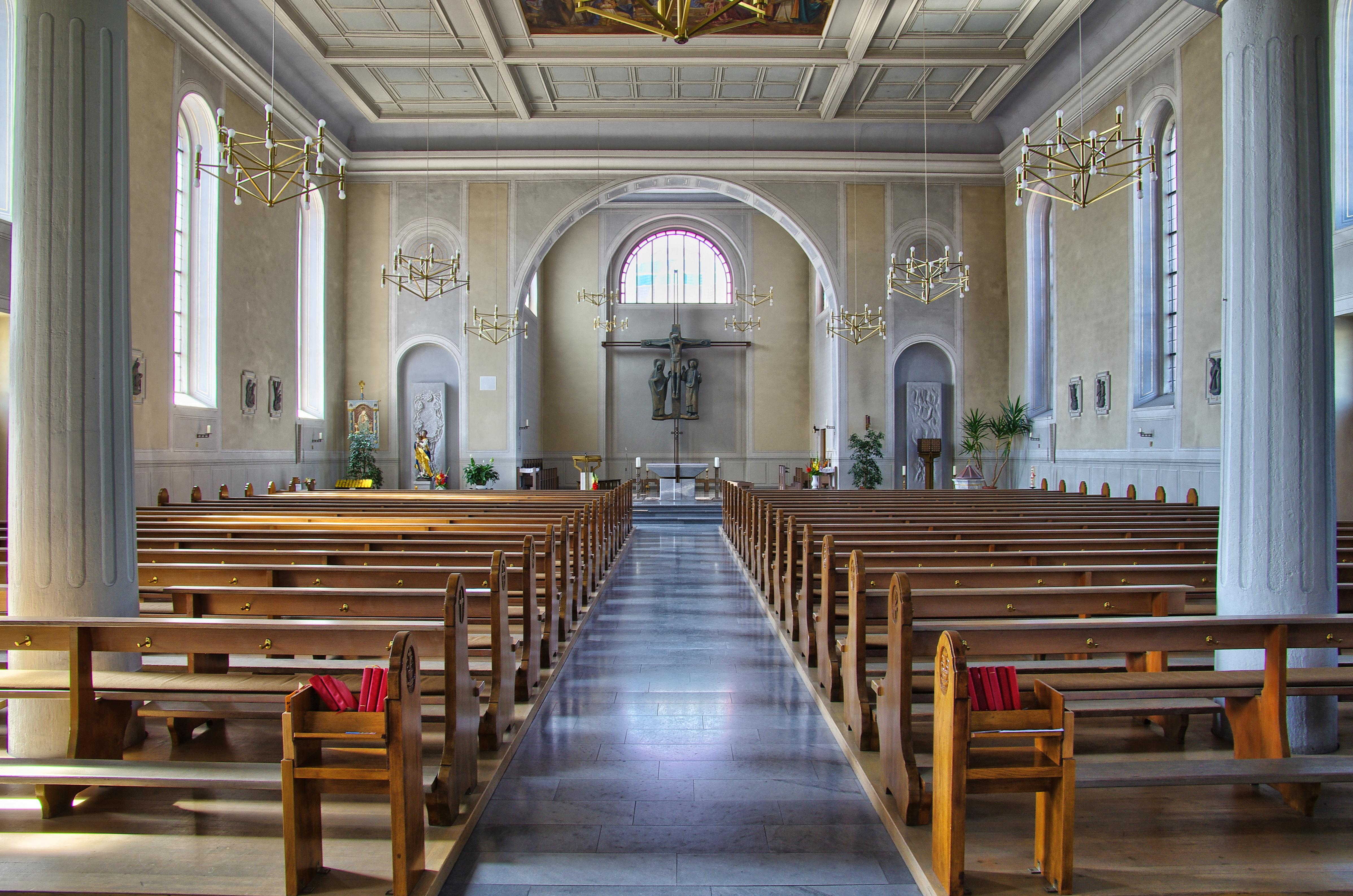
Innenraum

Die Saalkirche wurde 1816/17 nach einem Entwurf von Friedrich Weinbrenner gebaut. Sie besteht aus einem Langhaus zu fünf Achsen und einem eingezogenen Chor im Nordwesten. Über der  Fassade im Südosten erhebt sich ein Dachturm, der im Geschoss über dem Geländer den Glockenstuhl mit fünf Kirchenglocken und darüber die Turmuhr beherbergt und der mit einem Pyramidendach bedeckt ist. 
Die Deckenmalerei im Innenraum von 1932 zeigen die Anbetung der Könige, die Auferstehung Jesu Christi und das Pfingstwunder. Die Statue der heiligen Helena stammt von einem Hochaltar, den um 1720 Philipp Winterhalder gebaut hatte. Die Orgel wurde um 1970 von der Reiser Orgelbau errichtet.